# Johan Anders Linder

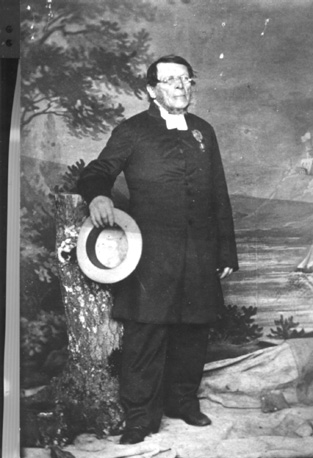
Johan Anders Linder

Johan Anders Linder, född 20 november 1783 i Bygdeå församling, död 1 januari 1877 i Umeå landsförsamling, var en svensk präst. 
Linder var son till sergeanten Thomas Linder och hans hustru Brita Maria Alenius, kyrkoherdedotter från Arvidsjaur. Efter prästvigning 1809 hade J. A. Linder olika tjänster runt om i Norrland innan han 1822 blev förste komminister i Umeå landsförsamling, där han blev kvar till sin död.
Linder var tongivande på sin ort inom jordbruk, teckning, musik, dialektforskning och byggnadsverksamhet. Bland de byggnader han ritade märks Holmsunds kyrka med inredning, tornet till Hörnefors brukskyrka samt brukspatron Häggströms herrgård i Dalkarlså. Han ombesörjde också orneringen av Baggböle herrgård efter egen ritning. Linder författade en omfattande beskrivning av Umeå socken och skrev avsnitten om lappmarkerna i Läsning för folket, som utkom 1849–1854. Han var den förste som publicerade någon av Anders Fjellners dikter, vilket skedde just i Läsning för folket 1849.
Johan Anders Linder var från 1814 gift med poeten och kompositören Fredrika Christina "Fanny" Linder (1787–1840). Paret hade fem barn.
Johan Anders Linder är begravd på Backens kyrkogård i Umeå. Frida Åslund var hans sons dotterdotter.